# Eristalopsis robertsi
Eristalopsis robertsi är en tvåvingeart som först beskrevs av Paramonov 1934.  Eristalopsis robertsi ingår i släktet Eristalopsis och familjen svävflugor. Inga underarter finns listade i Catalogue of Life.